# Corynosoma mirabilis
Corynosoma mirabilis är en hakmaskart som beskrevs av Skrjabin 1966. Corynosoma mirabilis ingår i släktet Corynosoma och familjen Polymorphidae. Inga underarter finns listade i Catalogue of Life.